# 1951 en Nouvelle-Écosse
Chronologie de la Nouvelle-Écosse
- 1947
- 1948
- 1949
- 1950
- 1951
- 1952
- 1953
- 1954
- 1955

Cette page concerne des événements survenus en 1951 dans la province canadienne de la Nouvelle-Écosse.

## Politique
- Premier ministre : Angus L. Macdonald
- Chef de l'Opposition :
- Lieutenant-gouverneur : John Alexander Douglas McCurdy
- Législature :